# I Boom
I Boom foi um grupo italiano de rock progressivo ativo nos anos 1970.

## História
Inicialmente surgido como um grupo beat no fim das década de 1960, realizou um único álbum em 1973. O seu som, de inspiração beat, e como outros do gênero Il Mucchio, I Raminghi, é mais próximo às atmosferas "sixties" do que progressivas.
A inicial Luce e vita, Improvvisamente notte e a longa e mais complexa Il padre sono io com uma parte instrumental de teclados que recorda mais os grupos dos anos 1970 estão entre os melhores momentos do álbum.
Esse grupo poderia ser derivado do Boom 67, quarteto de Roma, cujo cantor era Vittorio Lombardi, que tocou muito no Piper Club abrindo os concertos de Spencer Davis Groups, Small Faces e outros grupos estrangeiros. Participaram também ao Pop Festival Italiano, ocorrido em abril de 1971 no Kilt de Roma. O LP não foi relançado em CD.

## Formação
- Alan (baixo, voz)
- Salvatore Deni (guitarra)
- Marcello Saccucci (teclado, voz)
- Bracco (bateria)

## Discografia

### LP
- 1973 - I Boom (Smash, SM 905)